# 高塩将樹
- 髙塩将樹[1]

高塩 将樹（たかしお まさき、1989年3月24日 - ）は、神奈川県横浜市保土ケ谷区出身のプロ野球選手（投手）。中華職業棒球大聯盟（CPBL）の統一ライオンズ所属。

## 経歴

### プロ入り前
横浜市立西谷中学校在学中は中本牧シニアに所属し、藤沢翔陵高等学校を経て神奈川大学に進学するも、野球部には所属せず4年次からクラブチームの横浜金港クラブに入り、2011年に開催された第36回全日本クラブ野球選手権大会準々決勝の関西メディカルスポーツ学院戦でノーヒットノーランを達成。

### BCリーグ時代
2011年のベースボール・チャレンジ・リーグ（BCリーグ）のドラフトで富山サンダーバーズから1巡目指名を受け、入団。2012年から2014年まで3シーズン在籍し、24勝18敗を記録した。
2014年のオフにはオーストラリアン・ベースボールリーグ（ABL）のブリスベン・バンディッツでプレー。
2015年にBCリーグの福島ホープスに入団、2016年まで2シーズン在籍し、13勝13敗を記録した。

### 台湾社会人時代
2016年末に中華職業棒球大聯盟（CPBL）のトライアウトに参加するも入団には至らず、2017年に社会人チームの崇越隼鷹（トプコ・ファルコンズ）に入団。1年目から主戦投手として活躍し、2017年のポップコーンリーグでは7勝1敗、防御率1.57の成績を残して最多勝利・最優秀防御率を受賞し。またベストナインにも選出された。
2021年末にCPBLは一定の条件を満たした外国人留学生、そして台湾の社会人野球でプレーする外国人選手に、新人ドラフト会議の門戸を開けた。これにより高塩も2022年からドラフト会議の指名対象選手になるも、同年、翌年と指名漏れに終わった。なお、2023年のドラフト会議で指名漏れとなった後に楽天モンキーズと自主培訓選手（日本の育成選手に相当する制度）として契約するも、外国籍の選手はドラフト参加資格の有無に関わらず培訓選手としては契約できないという規約に違反していたことが発覚し、契約無効となっている。
2024年6月26日に行われたCPBLドラフト会議において、統一ライオンズから6位指名を受け、35歳にして入団を果たした。

### 統一時代
2024年7月28日の味全ドラゴンズ戦で9回にCPBL初登板。2試合目の登板となった31日の中信兄弟戦では3-4の8回から登板し、チームが9回に逆転して初勝利を手にした。以降も中継ぎとしてシーズン20試合に登板。2勝1敗4ホールド、防御率4.98の成績を残した。

## 詳細情報

### 独立リーグでの年度別投手成績
出典はリーグウェブサイトの過去の年度別成績。
| 年 度     | 球 団     | 登 板 | 先 発 | 完 投 | 完 封 | 無 四 球 | 勝 利 | 敗 戦 | セ 丨 ブ | ホ 丨 ル ド | 勝 率 | 打 者 | 投 球 回 | 被 安 打 | 被 本 塁 打 | 与 四 球 | 敬 遠 | 与 死 球 | 奪 三 振 | 暴 投 | ボ 丨 ク | 失 点 | 自 責 点 | 防 御 率 | W H I P |
| --------- | --------- | ----- | ----- | ----- | ----- | -------- | ----- | ----- | -------- | ----------- | ----- | ----- | -------- | -------- | ----------- | -------- | ----- | -------- | -------- | ----- | -------- | ----- | -------- | -------- | ------- |
| 2012      | 富山      | 30    | -     | 1     | -     | -        | 5     | 6     | 0        | -           | .455  | 423   | 102.0    | 90       | 4           | 28       | -     | 10       | 50       | 3     | 2        | 46    | 35       | 3.09     | 1.16    |
| 2013      | 富山      | 32    | -     | 0     | -     | -        | 9     | 8     | 1        | -           | .529  | 550   | 123.0    | 130      | 4           | 47       | -     | 12       | 83       | 4     | 0        | 52    | 36       | 2.63     | 1.44    |
| 2014      | 富山      | 20    | -     | 4     | -     | -        | 10    | 4     | 0        | -           | .714  | 564   | 137.0    | 120      | 5           | 37       | -     | 7        | 127      | 9     | 0        | 50    | 41       | 2.69     | 1.15    |
| 2015      | 福島      | 28    | -     | 0     | -     | -        | 7     | 6     | 0        | -           | .538  | 413   | 93.1     | 95       | 6           | 38       | -     | 2        | 73       | 8     | 0        | 49    | 40       | 3.86     | 1.43    |
| 2016      | 福島      | 18    | -     | 0     | -     | -        | 6     | 7     | 0        | -           | .462  | 438   | 101.1    | 94       | 8           | 34       | -     | 7        | 91       | 6     | 0        | 44    | 37       | 3.29     | 1.26    |
| 通算：5年 | 通算：5年 | 128   | -     | 5     | -     | -        | 37    | 31    | 1        | -           | .544  | 2388  | 454.2    | 529      | 27          | 184      | -     | 38       | 424      | 30    | 2        | 241   | 189      | 3.74     | 1.57    |

### 背番号
- 25（2012年 - 2014年）
- 4（2014年）※ブリスベンでの背番号
- 18（2015年 - 2016年）
- 28（2024年 - ）